# Rafał Augustyniak
Rafał Sylwester Augustyniak (* 14. Oktober 1993 in Zduńska Wola) ist ein polnischer Fußballspieler.

## Karriere

### Verein
Augustyniak begann seine Karriere bei Pogoń Zduńska Wola. Zur Saison 2011/12 wechselte er zu Widzew Łódź. Zur Saison 2012/13 wurde er an den Drittligisten Pogoń Siedlce verliehen. Für Siedlce kam er während der Leihe zu 29 Einsätzen in der 2. Liga. Nach dem Ende der Leihe kehrte er zur Saison 2013/14 nach Łódź zurück und gehörte dort fortan dem Profikader an. Sein Debüt in der Ekstraklasa gab der Defensivspieler im Juli 2013 gegen Zawisza Bydgoszcz. In seiner ersten Erstligaspielzeit absolvierte Augustyniak 19 Partien, mit Widzew stieg er aber zu Saisonende aus der Ekstraklasa ab. In der folgenden Spielzeit kam er bis zur Winterpause zu 18 Einsätzen in der zweitklassigen 1. Liga.
Im Januar 2015 schloss er sich dem Erstligisten Jagiellonia Białystok an. In seiner ersten Halbsaison kam er allerdings für Jagiellonia nur einmal zum Zug. In der Saison 2015/16 absolvierte er bis zur Winterpause vier weitere Spiele in der Ekstraklasa, ehe er im Januar 2016 leihweise zum inzwischen zweitklassigen Pogoń Siedlce zurückkehrte. Für Pogoń kam er während der Leihe in allen 15 Zweitligapartien zum Einsatz. Zur Saison 2016/17 wurde er innerhalb der zweiten Liga an Wigry Suwałki weiterverliehen. Für Wigry kam er zu 28 Einsätzen, in denen er ein Tor erzielte. Zur Saison 2017/18 folgte seine dritte Leihe in die zweite Liga, diesmal an Miedź Legnica. Für Miedź kam er zu 29 Einsätzen, mit dem Klub stieg er zu Saisonende als Zweitligameister in die höchste Spielklasse auf. Nach dem Aufstieg wurde Augustyniak auch fest verpflichtet. In der Saison 2018/19 absolvierte er 22 Spiele in der Ekstraklasa, aus der Legnica allerdings nach einer Saison direkt wieder abstieg.
Daraufhin wechselte der Mittelfeldspieler zur Saison 2019/20 nach Russland zum Erstligisten Ural Jekaterinburg. In seiner ersten Spielzeit in der Premjer-Liga absolvierte er 29 Partien. In der Saison 2020/21 kam er zu 25 Einsätzen, in denen er vier Tore beisteuerte. In der Saison 2021/22 absolvierte er 26 Partien.
Im Juli 2022 kehrte er nach Polen zurück und wechselte zu Legia Warschau.

### Nationalmannschaft
Augustyniak debütierte im März 2021 für die polnische Nationalmannschaft, als er in der WM-Qualifikation gegen England in der 76. Minute für Krzysztof Piątek eingewechselt wurde. Für die im Sommer desselben Jahres stattfindende EM wurde er allerdings nicht berücksichtigt.